# Maria Lenk

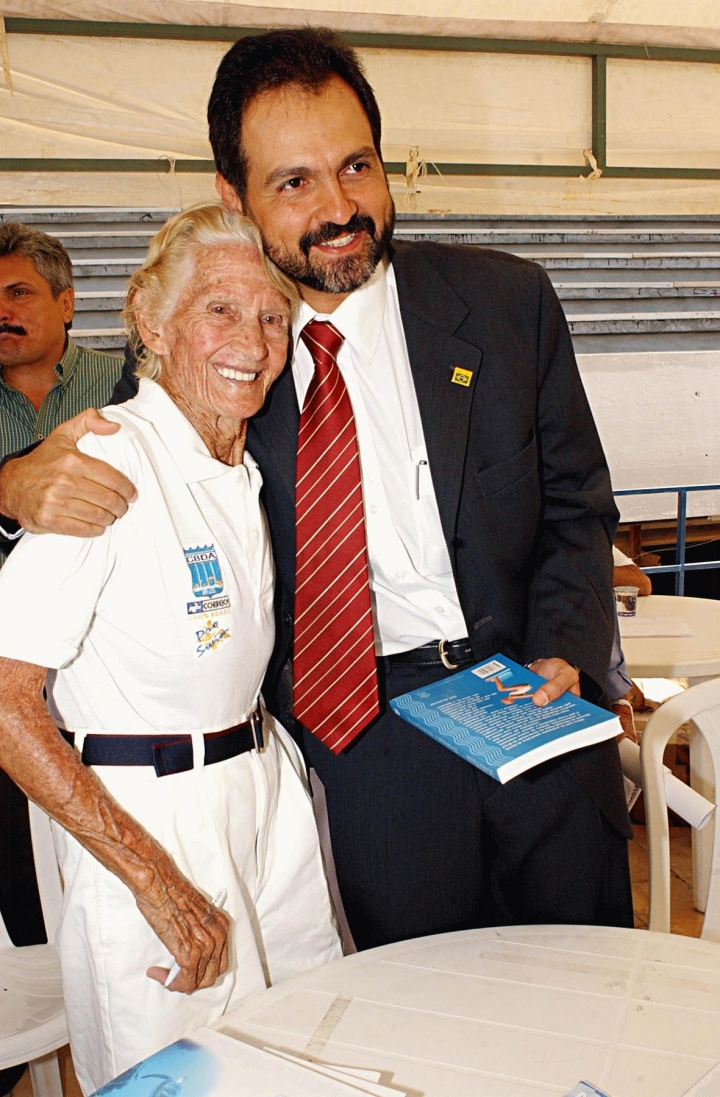
Maria Lenk

Maria Emma Hulda Lenk Zigler (São Paulo, 15 januari 1915 - Copacabana (Rio de Janeiro), 16 april 2007) was een Braziliaanse zwemster.
Ze was de dochter van Duitse immigranten die in Brazilië een nieuw leven wilden beginnen.
In 1932 nam Lenk deel aan de Olympische Spelen in Los Angeles. Ze kwam uit voor Brazilië en dat maakte haar de eerste Zuid-Amerikaanse die deelnam aan de Olympische zwemcompetitie.
Vier jaar daarna waagde ze haar kans op de Olympische Spelen in haar land van herkomst. Op de Spelen in Berlijn in 1936 introduceerde ze een nieuwe zwemtechniek, die de basis vormt voor de huidige vlinderslag.
Lenk behaalde drie wereldrecords schoolslag en estafette maar nooit een medaille op de Olympische Spelen. Na de Spelen in Berlijn van 1936 was het haar grote wens om bij de eerstkomende Spelen wel een medaille te behalen. Door het uitbreken van de Tweede Wereldoorlog loste deze droom van Lenk in rook op en kwam haar zwemcarrière op een lager pitje te staan.
Ze woonde geruime tijd in Albuquerque (Verenigde Staten) en kreeg in 1988 een plaats in de International Swimming Hall of Fame. Ze deed geen grote wedstrijden meer maar was tot op hoge leeftijd actief in de zwemsport. Zo zwom ze tot aan haar overlijden elke dag anderhalve kilometer.
Maria Lenk overleed op 92-jarige leeftijd nadat ze in een zwembad in Rio de Janeiro onwel was geworden. Ze werd overgebracht naar een ziekenhuis in Copacabana, waar tevergeefs werd geprobeerd haar te reanimeren. Een hartaanval maakte een einde aan haar leven. Het Olympisch Comité stelde daags na haar dood een rouwperiode van drie dagen in om haar te eren. Enkele maanden na haar overlijden werd het Parque Aquático Maria Lenk ingehuldigd.
- Gemeinsame Normdatei: 1124557040
- International Standard Name Identifier: 0000 0003 6650 6867
- Library of Congress Control Number: no2012028940
- Virtual International Authority File: 233188669
- WorldCat: E39PBJktqg8yJ9FwpdVrhB3PcP